# ダムガルヌンナ
ダムガルヌンナ（Damgalnuna）は、メソポタミア神話の神。シュメール時代に神エンリルの妻として登場する。のちのアッカド時代にはダムキナ（Damkina）の名で登場し、神エアの妻であり、神マルドゥクの母とされる。